# الدوري الإسباني الدرجة الثانية 1930–31
دوري الدرجة الثانية الإسباني 1930–31 (بالإسبانية: Segunda División de España 1930-31)‏ هو موسم من دوري الدرجة الثانية الإسباني. فاز فيه نادي فالنسيا.